# Allika (Hiiumaa)
Allika (Duits: Hallika) is een plaats in de Estlandse gemeente Hiiumaa, provincie Hiiumaa. De plaats heeft de status van dorp (Estisch: küla).
Allika lag tot in oktober 2017 in de gemeente Käina en sindsdien in de fusiegemeente Hiiumaa.

## Bevolking
Het dorp had 26 inwoners op 31 december 2011 en 24 inwoners op 31 december 2021.

## Geschiedenis
Allika werd voor het eerst genoemd in 1620 onder de naam Hallikio by (by is Zweeds voor ‘dorp’), een dorp op het landgoed van Waimel (Vaemla). Latere namen waren varianten daarop: Hallika by (1709), Hallika (1782) en Hallik (1798).
In 1977 waren er twee dorpen: Allika I en Allika II. Allika I ging in dat jaar naar het buurdorp Moka en Allika II naar Villemi. Villemi kreeg daarbij de naam Vaku. In 1997 werden Allika I en II één dorp Allika en kreeg Villemi zijn oude naam terug.